# Pierre-Ernest Weiss
Pierre-Ernest Weiss, francoski fizik, * 25. marec 1865, Mulhouse, Francija, † 24. oktober 1940, Lyon, Francija.
Weiss je najbolj znan po razvoju teorije domen feromagnetizma leta 1907. Weissove domene in Weissov magneton so poimenovani po njem. Razvil je tudi teorijo molekularnega polja ali teorijo srednjega polja, ki se po navadi imenuje Weissova teorija srednjega polja.